# Pastoralsymfonin
Pastoralsymfonin eller symfoni nr. 6 i F-dur är en symfoni skriven av Ludwig van Beethoven (opus 68). Symfonin, som hade premiär på Theater an der Wien i Wien den 22 december 1808, består av fem satser, som alla är försedda med namn. I följande framställning uppges den längd de har på en CD-inspelning med Amsterdams symfoniorkester (Serien Classical Gallery). Ett fullständigt framträdande av symfonin tar cirka 40 minuter.
1. Erwachen heiterer Empfindungen bei der Ankunft auf dem Lande: Allegro ma non troppo 10.28
2. Szene am Bach: Andante molto mosso 13.23
3. Lustiges Zusammensein der Landleute: Allegro 5.12
4. Gewitter, Sturm: Allegro 3.49
5. Hirtengesang. Frohe und dankbare Gefühle nach dem Sturm: Allegretto 10.35

Beethoven hade låtit sig inspireras av sina naturkänslor. Symfonin inleds med en fridfull och uppmuntrande sats som skildrar kompositörens känslor när han kommer till landet. Den andra satsen, av Beethoven kallad "Vid bäcken", anses ofta vara en av hans mest vackra och fridfulla kompositioner. Vid öppnandet spelar stråkinstrumenten ett motiv som tydligt imiterar ett vattenflöde. 
Den tredje satsen är symfonins scherzosats och skildrar landets folk, dansande och njutande. Den fjärde satsen, i F-moll, skildrar ett våldsamt åskväder med oförtruten realism; till att börja med bara några droppar regn, vilka så småningom leder till satsens stora höjdpunkt, med åska och blixtar, kraftiga vindar och regntäcken. 
Liksom många klassiska finaler betonar den femte och sista satsen ett symmetrisk åtta-taktigt tema, som i detta fall representerar herdarnas lovsång och tacksägelser. Stämningen är omisskännligt glädjande och fröjdefull.

## Media
|  |
|  |